# Рубль
Рубль, ру́бель, карбо́ванець — назва сучасних валют Росії (див. Російський рубль), Білорусі (див. Білоруський рубль), Придністров'я (Придністровський рубль). Російський рубль також використовують у тимчасово окупованих Південній Осетії та Абхазії.
У минулому — гроші Великого князівства Московського, Московського Царства, Російської імперії і різних утворень на її території, РРФСР (1917—1991), Радянського Союзу (1923—1991), Латвії (1991—1993), а також УНР, УРСР, України (1991—1996), Таджикистану (1995—2000). Ділиться на 100 копійок. Код російського рубля відповідно до стандарту ISO 4217 — RUB (RUR до деномінації 1998 року), числовий код — 643; білоруського — BYR, числовий код — 974; придністровського — PRB (неофіційний, числового немає).

## Етимологія
Слово «рубль» з'явилося в давньоруських пам'ятках з XIII століття. Спочатку воно не стосувалося грошової одиниці, а позначало «обрубок», «цурка», «затичка». До XIV століття основною грошовою одиницею на Русі була гривня. Під час монгольської навали (з другої половини XIII століття) срібні гривні стали ділити, рубаючи їх навпіл. Так з'явилися рублі (від слова «рубати», тобто «обрубок гривні»). Менш ймовірні версії порівнюють це слово з тур. rublija, араб. rub'ijje, які походять від назви індійської монети «рупія».

## У народній мові
У СРСР та Росії має також збірне значення грошей взагалі, наприклад у приказках, мовних зворотах: «глянула — як рублем одарила», «гнатися за довгим рублем» (в сенсі прагнути великого і легкого заробітку), «бити рублем» (про фінансові стягнення).
У народній мові здебільшого зустрічаються форми рубель, руб, а також рублик,, рублевий. (у російській розмовній — рупь, рэ, про монету чи банкноту — рублевик, рублёвка).
За СРСР використовували зневажливу назву дерев'яний або рваний (про радянські неконвертовані карбованці, на відміну від вільно конвертованої валюти).
Також використовувалося як синонім до рубля слово цілковий.